# Musée d'État des Beaux-Arts du Tatarstan
Le musée d'État des Beaux-Arts de la République du Tatarstan (en russe : Государственный музей изобразительных искусств Республики Татарстан) est l'un des plus grands musées d'art de la fédération de Russie. Il est établi à Kazan au Tatarstan.

## Création du Musée
Le musée a été créé sur décision du ministère de la Culture de l'URSS en 1958 sur la base de la galerie d'art de la République socialiste soviétique du Tatarstan qui préexistait. À partir de 1967, il a été installé dans l'ancienne résidence du commandant du district militaire de Kazan, le général A. Sandetski. La résidence comprenait un manoir dans lequel se tenaient la plupart des expositions, un parc, les bâtiments de la fondation, un centre destiné au développement des enfants et des adolescents, des archives scientifiques, une salle de conférence. Ces unités structurelles sont devenues à partir de 2005 : la galerie nationale des Beaux-Arts Khazine, située dans le kremlin de Kazan, puis en 2009 la galerie d'art contemporain du musée. En 2016, le premier centre culturel et d'exposition de Russie a été ouvert, dont la structure comprend le cercle de ressource pour le développement des enfants et des adolescents ainsi qu'un centre d'information et d'éducation appelé Musée russe:filiale virtuelle.

## Activités du musée
1. Activités d'expositions.
2. Activité scientifique, restauration.
3. Activités scientifiques et méthodologiques.
4. Activité éditrice.
5. Activités culturelles et éducatives.

## Adresses
- Rue Karl Marx 64 - bâtiment principal
- Rue Karl Marx, 57- galerie d'art contemporain.
- Passage Scheinkman 12, bâtiment de l'école junker de la galerie nationale d'art Khazine.

## Unités structurelles du Musée
- La galerie nationale des beaux-arts Khazine,depuis 2005 se trouve dans l'enceinte du Kremlin de Kazan. Son exposition permanente présente des œuvres d'art décoratif et appliqué, de peinture, de dessin, de sculpture, des créations des artistes de Kazan, du gouvernement de Kazan, de la république du Tatarstan des XIXe siècle au XXIe siècle. On peut également voir des œuvres de la période soviétique. Les perles de la collection sont des tableaux de Nikolaï Fechine, parmi lesquels portrait de Vara Adoratskaïa (ru) (1914) et L'Aspersion (1914 (?)), de P. Benkova, de P. Radimova,  de V. Timofeieva ; des toiles de l'avant-garde russe des années 1910-1930, de K. Tchebotarev, Plechtchinski (ru), de F. Taguirova ; des tableaux de B. Ourmantche, K. Iakoupova, I. Zaripova etc.

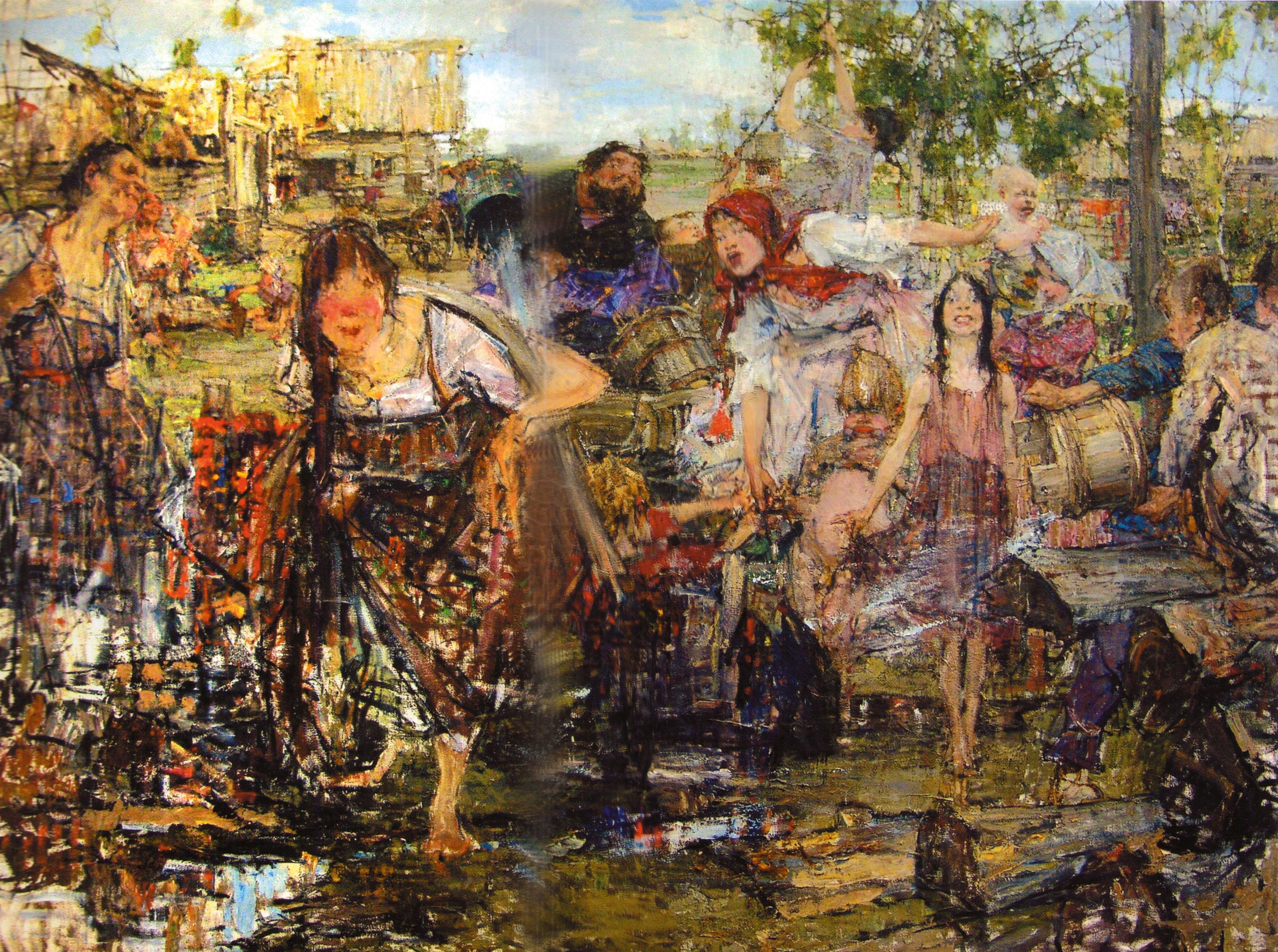
Nikolaï Fechine, L'Aspersion (1914)

- La Galerie d'art contemporain de la République du Tatarstan (depuis 2009) est un bâtiment unique dû à l'architecte Herman Bakouline, réalisé en 1978. C'est un des centres les plus importants de la vie artistique de la région de la Volga. La superficie totale du bâtiment est de 2 500 m2. Y sont proposées des collections d'artistes contemporains, des galeries de photos, des ateliers, des réunions, des clubs.
- Le centre de ressources pour le développement créatif des enfants et des adolescents dans les domaines sociaux et physiques. Ce centre a été ouvert en 2008 en même temps qu'un projet commun de l'Union des musées de Russie, de la fondation Eltsine, du musée d'État russe et du musée d'État des Beaux-Arts de la république du Tatarstan. Depuis 2016, ce centre fait partie du musée d'État des Beaux-Arts du Tatarstan.

## Les collections du musée
Actuellement les collections du musée comptent environ 25 000 pièces de peinture, de dessin, de sculpture, d'art décoratif. Les plus importantes sont des icônes anciennes de la seconde moitié du XVIe siècle provenant du Monastère de la Dormition-de-la-Mère-de-Dieu de Sviajsk, des œuvres de gravure européenne  des XVe siècle au XVIe siècle de 
Martin Schongauer, Albrecht Dürer, Lucas van Leyden, du plus réputé des peintres de Kazan Nikolaï Fechine, des collections de peintures et esquisses de Gueorgui Chichkine, des toiles de l'avant-garde russe du début du XXe siècle, de Ourmantche Baki Idrissovitch (ru) (artiste du peuple de la RSFR).
Les visiteurs peuvent visiter les différentes collections suivantes du musée:
- Collection d'art ancien russe
- Collection d'art russe
- Collection d'art soviétique
- Collection d'art National
- Collection d'art d'Europe occidentale
- Collection de graphiques
- Collection d'arts décoratifs

## FestivalJazz au manoir Sandetski
Le festival annuel de musique d'été en plein air Jazz au manoir Sandetsky (ru) a lieu dans le parc du musée depuis 2007. La durée du festival est de deux mois : juillet et août. Les concerts ont lieu chaque semaine, le jeudi. La directrice musicale du festival est Olga Skepner (ru).
Le style du festival est varié: chaque soirée a une certaine direction musicale: du courant de jazz dominant à l'avant-garde. Depuis son ouverture le festival est visité par des représentants de la culture jazz russe et étrangère.
Depuis 2007 le festival s'est installé dans le Kremlin de Kazan et porte le nom de : "Джаз в Кремле".